# مقاطعة بيدوا
مقاطعة بيدوا (بالصومالية: Degmada Baydhaba)‏ هي إحدى مقاطعات محافظة باي جنوب الصومال، عاصمتها بيدوا.

## روابط خارجية
- مقاطعات الصومال
- الخريطة الإدارية لمقاطعة بيدوا